# 모나르시옝
입헌군주정우회(프랑스어: Amis de la Constitution Monarchique), 별칭 클뢰브 모나르시크(프랑스어: Club monarchique), 모나르시옝(프랑스어: Monarchiens)은 프랑스 혁명 극초기의 정파다. 입헌군주제를 주장한 국민제헌의회의 보수세력으로, 원내 좌익들에게 공격받았다.
모나르시옝 정파는 1789년 8월 시작되었으나 급속히 세를 잃고, 자코뱅 온건파인 푀양파에 흡수되었다.

## 같이 보기
- 앙투안 바르나브
- 오베르뉴 (프로뱅스)
- 도피네
- 에마뉘엘 조제프 시에예스
- 자크 네케르
- 몽테스키외
- 노르망디